# 杜篤
杜 篤（と とく、生年不詳 - 78年）は、後漢の官僚・文人。字は季雅。本貫は京兆尹杜陵県。

## 経歴
前漢の宣帝のときの御史大夫であった杜延年の玄孫にあたる。杜篤は若くして博学であったが、細かいことにこだわらず、郷里の人に礼遇されなかった。美陽県に居住し、県令と交遊したが、たびたび請託を拒否したため、県令の怒りを買って洛陽に送られ収監された。44年（建武20年）、大司馬の呉漢が死去すると、光武帝は儒者たちに誄（弔詞）を作るよう命じた。杜篤は獄中で誄を作り、光武帝の賞賛を受けて、絹布を賜り刑を免除された。
杜篤は洛陽の修築に反対し、前漢の都であった長安に都を置くよう主張する「論都賦」を作って上奏した。
杜篤は後に郡の文学掾として仕えた。眼病を患い、二十数年のあいだ洛陽に上ることができなかった。
78年（建初3年）、車騎将軍の馬防が西羌を討つにあたって、杜篤は請われて従事中郎をつとめたが、射姑山で戦没した。
かれによって著された賦・誄・弔・書・賛・「七言」・「女誡」および雑文は合わせて18篇あった。また「明世論」15篇を著した。また文集があった。
子の杜碩は侠気のある人物で、利殖で知られた。

## 伝記資料
- 『後漢書』巻80上 列伝第70上